# Apácatorna, Veszprém
Apácatorna  este un sat în districtul Devecser, județul Veszprém, Ungaria, având o populație de 179 de locuitori (2011). 

## Demografie
Componența etnică a satului Apácatorna
     Maghiari (100%)
Componența confesională a satului Apácatorna
     Romano-catolici (62,57%)
     Necunoscută (37,43%)
Conform recensământului din 2011, satul Apácatorna avea 179 de locuitori. Din punct de vedere etnic, majoritatea locuitorilor (100,0%) erau maghiari.  Din punct de vedere confesional, majoritatea locuitorilor (62,57%) erau romano-catolici. Pentru 37,43% din locuitori nu este cunoscută apartenența confesională.